# Grezzo
Grezzo ist ein japanisches Entwicklerstudio für Videospiele. Grezzo wurde im Dezember 2006 von ehemaligen Square-Enix-Mitarbeitern gegründet. Das Unternehmen arbeitete bereits mit Kunden wie Nintendo, Square Enix, FuRyu und vielen weiteren zusammen. Bekanntheit erlangte das Studio vor allem durch seine vielen Videospiel-Portierungen.

## Entwickelte Spiele
| Jahr | Titel                                                | Plattform(en)          | Publisher   |
| ---- | ---------------------------------------------------- | ---------------------- | ----------- |
|      | Final Fantasy XI                                     | PS2, Xbox 360, Windows | Square Enix |
| 2010 | Line Attack Heroes                                   | Wii                    | Nintendo    |
| 2011 | The Legend of Zelda: Ocarina of Time 3D              | Nintendo 3DS           | Nintendo    |
| 2011 | The Legend of Zelda: Four Swords Anniversary Edition | Nintendo DSi           | Nintendo    |
| 2013 | StreetPass Garden                                    | Nintendo 3DS           | Nintendo    |
| 2015 | The Legend of Legacy                                 | Nintendo 3DS           | FuRyu       |
| 2015 | The Legend of Zelda: Majora’s Mask 3D                | Nintendo 3DS           | Nintendo    |
| 2015 | The Legend of Zelda: Tri Force Heroes                | Nintendo 3DS           | Nintendo    |
| 2017 | The Alliance Alive                                   | Nintendo 3DS           | FuRyu       |
| 2017 | Ever Oasis                                           | Nintendo 3DS           | Nintendo    |
| 2018 | Luigi’s Mansion                                      | Nintendo 3DS           | Nintendo    |
| 2019 | The Legend of Zelda: Link’s Awakening                | Nintendo Switch        | Nintendo    |
| 2021 | Miitopia                                             | Nintendo Switch        | Nintendo    |
| 2024 | The Legend of Zelda: Echoes of Wisdom                | Nintendo Switch        | Nintendo    |